# Список эпизодов мультсериала «Росомаха и Люди Икс»
Мультсериал «Росомаха и Люди Икс» (англ. «Wolverine and the X-men») впервые транслировался на территории России в 2009 году телеканалом СТС.

## Сезон 1
| # | Название                                          | Режиссёр(ы)      | Сценаристы(ы)                                                                    | Дата премьеры                   | Код серии |
| --- | ------------------------------------------------- | ---------------- | -------------------------------------------------------------------------------- | ------------------------------- | --------- |
| 1 | «Hindsight (Part 1)» (Взгляд в прошлое — 1 часть) | Бойд Киркланд    | Грег Джоннсон и Грейг Кайл (Сюжет) Грег Джоннсон (Сценарий)                      | 6 сентября 2008 23 января 2009  | 101       |
| Таинственный взрыв разрушает Особняк Икс, после которого Профессор Ксавьер и Джин Грей пропадают. Зверь исследует остатки взрыва и узнает, что Профессор Ксавьер цел. Однако, год спустя настроенная против мутантов группа, названная MRD, охотится на Логана и арестовывают семью, которая помогла ему. Это заставляет Логана идти за помощью Зверя. В тюрьме они освобождают всех мутантов. В конце Логан решает найти других Людей Икс и бороться с MRD. Впервые появились: Зверь, Табита Смит, Колосс, Циклоп, Пыль, Человек-лёд, Джин Грей, Кестрел, Ночной Змей, Профессор Икс, Пиро, Роберт Келли, Оползень, Шельма, Китти Прайд, Гроза, Волчица, Росомаха. Приглашённые звёзды: Фил Моррис, Майкл Айронсайд, Кристал Скайлес, Крис Эджерли.                                                 |                                                   |                  |                                                                                  |                                 |           |
| |                                                   |                  |                                                                                  |                                 |           |
| 2 | «Hindsight (Part 2)» (Взгляд в прошлое — 2 часть) | Стивен Э. Гордон | Грег Джоннсон и Грейг Кайл (Сюжет) Грег Джоннсон (Сценарий)                      | 13 сентября 2008 23 января 2009 | 102       |
| Зверь и Росомаха пытаются возвратить Людей Икс, которые уезжают, но некоторые, такие как Циклоп, Колосс и Шельма, не желают возвращаться. Братство планирует избавиться от сенатора Келли. Тем временем, отец Ангела, Уоррен Уортингтон, финансирует MRD, построение роботов антимутантов. Остающиеся Люди Икс стремятся остановить Братство, несмотря на позицию Ведущей бурильной трубы по мутантам. В конце мы видим оказывается, что именно Шельма предала Людей Икс. Впервые появились: Архангел, Лавина, Пузырь, Домино, Ртуть, Жаба Приглашённые звёзды: Джим Ворд |                                                   |                  |                                                                                  |                                 |           |
| |                                                   |                  |                                                                                  |                                 |           |
| 3 | «Hindsight (Part 3)» (Взгляд в прошлое — 3 часть) | Ник Филиппи      | Грег Джоннсон и Грейг Кайл (Сюжет) Грег Джоннсон (Сценарий)                      | 20 сентября 2008 30 января 2009 | 103       |
| После реставрации особняка Людей Икс, когда Ангел и Росомаха разговаривают насчёт Роуг, к особняку подходит Эмма Фрост и говорит Росомахе, что хочет вступить в команду Люди Икс. Вначале Логан был против, но после того, как Эмма предложила помощь в поиске пропавших мутантов (в частности, Профессора Икс), Росомаха согласился. Позже Эмма с помощью Церебро находит Профессора Икс (который был на Дженойше), Люди Икс отправляются на Дженойшу за ним. Магнито вначале разгромит команду Людей Икс, но позже покажет им, где находился Профессор. Люди Икс забирают его, и Профессор с помощью Церебро в своём астральном теле рассказывает команде, что он находится в коме и она продлится 20 лет и просит всех объединиться, чтобы предотвратить ужасное будущее (показывая его команде). |                                                   |                  |                                                                                  |                                 |           |
| |                                                   |                  |                                                                                  |                                 |           |
| 4 | «Overflow» (Наводнение)                           | Doug Murphy      | Greg Johnson и Craig Kyle (Сюжет) Zoë Green (Сценарий)                           | 27 сентября 2008 6 февраля 2009 | 104       |
| Профессор Икс показывает Росомахе будущее, в котором Гроза разрушает Африку, и причиной этого является то, что Король теней вселяется в тело Грозы и заставляет её затопить местность (внушая ей, якобы местность в огне). Подоспевшие вовремя люди Икс спасают Грозу от Короля Теней (и всю Африку, конечно)) Эмма Фрост вышла в астрал и астральным телом уничтожила Короля Теней. В конце Гроза воссоединяется с Людьми-икс. Впервые появились: Король Теней Приглашённые звёзды: Кевин Майкл Ричардсон |                                                   |                  |                                                                                  |                                 |           |
| |                                                   |                  |                                                                                  |                                 |           |
| 5 | «Thieves Gambit» (Воровской Гамбит)               | Steven E. Gordon | Greg Johnson и Craig Kyle (Сюжет) Bob Forward (Сценарий)                         | 4 октября 2008 13 февраля 2009  | 105       |
| Мисс Зейн (она на стороне Сенатора Келли) подкупила большими деньгами Гамбита, чтобы тот украл ожерелье, принадлежащее Людям икс (ожерелье блокирует силы мутантов), что тот с успехом и выполняет, передав ей «заказ». Логан чуть позже с помощью того же Гамбита вернул это ожерелье обратно. |                                                   |                  |                                                                                  |                                 |           |
| |                                                   |                  |                                                                                  |                                 |           |
| 6 | «X-Calibre» (Калибр Икс)                          | Nick Filippi     | Greg Johnson и Craig Kyle (Сюжет) Christopher Hicks и Francis Lombard (Сценарий) | 11 октября 2008 20 февраля 2009 | 106       |
| Плывя на Геношу, Курт сталкивается со слугами Моджо. |                                                   |                  |                                                                                  |                                 |           |
| |                                                   |                  |                                                                                  |                                 |           |
| 7 | «Wolverine vs. Hulk» (Росомаха против Халка)      | Doug Murphy      | Greg Johnson, Craig Kyle и Christopher Yost (Сюжет) Christopher Yost (Сценарий)  | 18 октября 2008 27 февраля 2009 | 107       |
| Росомаха сражается с Йети, Выясняется, что за этим стоит Щит. |                                                   |                  |                                                                                  |                                 |           |
| |                                                   |                  |                                                                                  |                                 |           |
| 8 | «Time Bomb» (Бомба замедленного действия)         | Steve Gordon     | Greg Johnson и Craig Kyle (Сюжет) Len Uhley (Сценарий)                           | 1 ноября 2008 6 марта 2009      | 108       |
| Братство вытаскивает мутанта Нитро из МРД, чтобы взорвать архивы спецслужб. Люди Икс возвращают Нитро обратно в МРД по его же просьбе. |                                                   |                  |                                                                                  |                                 |           |
| |                                                   |                  |                                                                                  |                                 |           |
| 9 | «Future X» (Будущее Икс)                          | Nick Filippi     | Greg Johnson и Craig Kyle (Сюжет) Christopher Yost (Сценарий)                    | 8 ноября 2008 22 мая 2009       | 109       |
| В будущем Профессор Икс помогает нескольким мутантам сбежать от Стражей. |                                                   |                  |                                                                                  |                                 |           |
| |                                                   |                  |                                                                                  |                                 |           |
| 10 | «Greetings From Genosha» (Приветствие с Геноши)   | Doug Murphy      | Greg Johnson и Craig Kyle (Сюжет) Christopher Yost (Сценарий)                    | 15 ноября 2008 22 мая 2009      | 110       |
| Курт вместе с другими мутантами прибывает в Геношу в поисках убежища. Первая встреча с Алой Ведьмой. Пыль открывает правду про Геношу. В особняк к людям Икс проникает Мистик. Курт сбегает с Геноши. |                                                   |                  |                                                                                  |                                 |           |
| |                                                   |                  |                                                                                  |                                 |           |
| 11 | «Past Discretions» (Дорога в прошлое)             | Steven E. Gordon | Greg Johnson и Craig Kyle (Сюжет) Paul Giacoppo (Сценарий)                       | 22 ноября 2008 5 июня 2009      | 111       |
| Росомахе не дают покоя его воспоминания и он желает в них разобраться. Встреча с Саблезубым. |                                                   |                  |                                                                                  |                                 |           |
| |                                                   |                  |                                                                                  |                                 |           |
| 12 | «Excessive Force» (Непомерная сила)               | Nicholas Filippi | Greg Johnson, Craig Kyle и Christopher Yost (Сюжет) Christopher Yost (Сценарий)  | 29 ноября 2008 12 июня 2009     | 112       |
| Циклоп приводит в особняк Гарпуна. Всплывает имя Синистра, Мародёров и Морлоков. |                                                   |                  |                                                                                  |                                 |           |
| |                                                   |                  |                                                                                  |                                 |           |
| 13 | «Battle Lines» (Линия фронта)                     | Doug Murphy      | Greg Johnson, Craig Kyle и Christopher Yost (Сюжет) Christopher Yost (Сценарий)  | 10 января 2009 19 июня 2009     | 113       |
| Магнито пытается вытащить мутантов из МРД. Братство нападает на Людей Икс. Роуг пытается предупредить Логана о нападении. Упоминается программа Стражей. Магнито и сенатор Келли делают заявления о войне. |                                                   |                  |                                                                                  |                                 |           |
| |                                                   |                  |                                                                                  |                                 |           |
| 14 | «Stolen Lives» (Украденные жизни)                 | Steve Gordon     | Greg Johnson, Craig Kyle и Christopher Yost (Сюжет) Joshua Fine (Сценарий)       | 17 января 2009 31 июля 2009     | 114       |
| Росомаха и Мистик вылетают на помощь к мутантам и выходят на Оружие Икс. Встреча с Х-23. |                                                   |                  |                                                                                  |                                 |           |
| |                                                   |                  |                                                                                  |                                 |           |
| 15 | «Hunting Grounds» (Охотничий заказник)            | Nick Filippi     | Greg Johnson, Craig Kyle и Christopher Yost (Сюжет) Max Botkin (Сценарий)        | 24 января 2009 7 августа 2009   | 115       |
| Курта держат взаперти на Геноше. Вагнера и Алую Ведьму похищает Спираль. Моджо заставляет мутантов участвовать в своём шоу. Намеки на симпатию между Куртом и Вандой. Встреча с Росомахой. Алая ведьма остаётся на Геноше |                                                   |                  |                                                                                  |                                 |           |
| |                                                   |                  |                                                                                  |                                 |           |
| 16 | «Badlands» (Бесплодные земли)                     | Doug Murphy      | Greg Johnson, Craig Kyle и Christopher Yost (Сюжет) Kevin Hopps (Сценарий)       | 31 января 2009 14 августа 2009  | 116       |
| Спасаясь от Стражей, мутанты оказываются на пустынной земле и сталкиваются с Полярис. В реальном времени Росомаха, Китти и Фордж пытаются собрать информацию про методы МРД. Профессор просматривает воспоминания Лорны и видит, что Геноша была уничтожена. |                                                   |                  |                                                                                  |                                 |           |
| |                                                   |                  |                                                                                  |                                 |           |
| 17 | «Code of Conduct» (Кодекс поведения)              | Boyd Kirkland    | Greg Johnson и Craig Kyle(Сюжет) Bob Forward (Сценарий)                          | 7 февраля 2009 21 августа 2009  | 117       |
| На особняк нападают и уводят всех мутантов, кроме Роуг. Росомаха понимает, что здесь замешан Серебряный Самурай. |                                                   |                  |                                                                                  |                                 |           |
| |                                                   |                  |                                                                                  |                                 |           |
| 18 | «Backlash» (Ответный удар)                        | Steve Gordon     | Greg Johnson, Craig Kyle и Christopher Yost (Сюжет) Christopher Yost (Сценарий)  | 21 февраля 2009 28 августа 2009 | 118       |
| Расшифровав записи из лаборатории МРД, Фордж говорит о наличии единого искусственного разума по управлению Стражами - Мастера Молд. Люди Икс атакуют лабораторию, а МРД блокирует Братство. Выясняется, что программа Стражей активирована. Братство помогает Людям Икс. Особняк навещают МРД. После временной отключки Мастера Молд его работу восстановили. |                                                   |                  |                                                                                  |                                 |           |
| |                                                   |                  |                                                                                  |                                 |           |
| 19 | «Guardian Angel» (Ангел-хранитель)                | Nick Filippi     | Greg Johnson, Craig Kyle и Christopher Yost (Сюжет) Boyd Kirkland (Сценарий)     | 28 февраля 2009 4 сентября 2009 | 119       |
| Готовится вакцина, способная подавить ген Х. Ангел раскрывает себя, но из-за неудачного падения ломает крылья и ему их удаляют. Ночью к Ангелу является Синистер и предлагает вернуть ему крылья. Ангел соглашается, но в результате эксперимента меняется его личность. |                                                   |                  |                                                                                  |                                 |           |
| |                                                   |                  |                                                                                  |                                 |           |
| 20 | «Breakdown» (Поломка)                             | Doug Murphy      | Greg Johnson, Craig Kyle и Joshua Fine (Сюжет) Greg Johnson (Сценарий)           | 4 марта 2009 11 сентября 2009   | 120       |
| Во время стычки с Джагернаутом Циклоп подводит всех, поскольку увидел Джин. После Эмма помогает ему стереть Грей из памяти, дабы Скотт смог и дальше оставаться с Людьми Икс. Выясняется, что взрыв спровоцировал Феникс в Джин. |                                                   |                  |                                                                                  |                                 |           |
| |                                                   |                  |                                                                                  |                                 |           |
| 21 | «Rover» (Странник)                                | Steve Gordon     | Greg Johnson, Craig Kyle и Joshua Fine (Сюжет) Greg Johnson (Сценарий)           | 5 марта 2009 18 сентября 2009   | 121       |
| Профессор предполагает, что именно Феникс виновен в гибели Геноши. Отряд профессора пытается проникнуть на охраняемую свалку запчастей Стражей, дабы вытащить блоки памяти и помочь Логану понять, когда именно Феникс сжег землю. |                                                   |                  |                                                                                  |                                 |           |
| |                                                   |                  |                                                                                  |                                 |           |
| 22 | «Aces & Eights» (Тузы и восьмерки)                | Steve Gordon     | Greg Johnson, Craig Kyle и Joshua Fine (Сюжет) Greg Johnson (Сценарий)           | 6 марта 2009 25 сентября 2009   | 122       |
| Гамбит прибывает на Геношу, чтобы украсть шлем Магнито. Курт и Логан летят на Геношу, дабы предупредить Эрика. Лорна влюбляется в Реми. Всплывает, что Ванда влюбилась в Курта. Выясняется, что Гамбит прислан не только украсть шлем Магнито, но и парализовать Геношу по указу сенатора Келли. Профессор показывает Магнито и сенатору будущее. Сенатор приостанавливает программу Стражей. |                                                   |                  |                                                                                  |                                 |           |
| |                                                   |                  |                                                                                  |                                 |           |
| 23 | «Shades of Grey» (Следы Джин Грей)                | Nick Filippi     | Greg Johnson и Craig Kyle (Сюжет) Greg Johnson (Сценарий)                        | 9 марта 2009 20 ноября 2009     | 123       |
| Джин Грей приходит в себя в одной из больниц города. У неё амнезия. Пытаясь помощь ей вернуть память, медперсонал случай активирует телекинез девушки. Всплеск силы Джин засекла Эмма Фрост через Церебро. Циклоп и Эмма едут в больницу. Но МРД также выслал свой отряд. Синистер посылает за Джин Архангела. Прибыв в особняк за помощью, Эмма обнаруживает Курта, Росомаху и Форджа без сознания из-за всплеска силы Джин. Выясняется, что Синистер служит Апокалипсису, а Эмма предатель и сама охотится за Грей. |                                                   |                  |                                                                                  |                                 |           |
| |                                                   |                  |                                                                                  |                                 |           |
| 24 | «Foresight (Part 1)» (Взгляд в будущее — 1 часть) | Steve Gordon     | Greg Johnson, Craig Kyle и Joshua Fine (Сюжет) Greg Johnson (Сценарий)           | 10 марта 2009 29 ноября 2009    | 124       |
| Люди Икс ищут Джин. Росомаха понимает, что Эмма предатель. Костный мозг признаётся, что сдала Профессора Стражам. Выясняется, что Мистик по приказу Магнето активировала программу Стражей и теперь Геноше грозит гибель. Ванда выходит на связь с Куртом. С помощью Церебро Мастер Молд находит всех мутантов на всём земном шаре. Эмма возвращает Джин память. |                                                   |                  |                                                                                  |                                 |           |
| |                                                   |                  |                                                                                  |                                 |           |
| 25 | «Foresight (Part 2)» (Взгляд в будущее — 2 часть) | Nick Filippi     | Greg Johnson, Craig Kyle и Joshua Fine (Сюжет) Greg Johnson (Сценарий)           | 11 марта 2009 29 ноября 2009    | 125       |
| Люди Икс направляются к лаборатории Стражей, но их самолёт терпит крушение. Эмма хитростью заставляет Джин снять ограничения на силе Феникса и выпустить его, но понимает, что Джин и Скотт связаны ментально и отправляется на помощь Людям Икс и, захватив Саммерса, уезжает к Джин. В будущем Профессора спасает Логан с клонами Х-23. Стражи нападают на Геношу. |                                                   |                  |                                                                                  |                                 |           |
| |                                                   |                  |                                                                                  |                                 |           |
| 26 | «Foresight (Part 3)» (Взгляд в будущее — 3 часть) | Boyd Kirkland    | Greg Johnson, Craig Kyle и Joshua Fine (Сюжет) Greg Johnson (Сценарий)           | 12 марта 2009 29 ноября 2009    | 126       |
| Перепрограммированные Магнето Стражи нападают на свой город. Люди Икс пытаются их остановить. Росомаха ищет Циклопа и Джин. Выясняется, что это Эмма спровоцировала Феникса устроить взрыв и что её клуб ищет носителей Феникса, дабы предотвратить катастрофу. В будущем Профессор и другие мутанты находят Мастера Молд и атакуют его. Себастьян Шоу требует разбить Стражей, уничтожить Людей Икс и сравнять Геношу с землёй. Намек на симпатию Фрост к Саммерсу. Лорна находит Профессора в будущем и помогает мутантам. Эмма поглощает Феникса, но не может сдержать его и погибает. Мутантам удаётся предотвратить войну в будущем, но Профессор из будущего показывает новую угрозу - Апокалипсиса.                                                                                           |                                                   |                  |                                                                                  |                                 |           |
| |                                                   |                  |                                                                                  |                                 |           |